# 625 TCN
625 TCN là một năm trong lịch La Mã.